# 174466 Zucker
174466 Zucker è un asteroide della fascia principale. Scoperto nel 2002, presenta un'orbita caratterizzata da un semiasse maggiore pari a 3,0717167 UA e da un'eccentricità di 0,2458115, inclinata di 15,42650° rispetto all'eclittica.
L'asteroide è dedicato a Daniel Zucker, astronomo statunitense e contributore allo Sloan Digital Sky Survey.